# Maschio dove sei
Maschio dove sei är det fjärde studioalbumet av den italienska pop-artisten Sabrina Salerno, utgivet av NAR International år 1996.

## Information om album
Detta var det första albumet av Sabrina släpptes under hennes fulla namn och hennes första på italienska. År 1995 började hon att spela in låtar på italienska och i en Italo-rockig stil helt annorlunda från hennes tidigare dance-stil. Även några låtar som hon hade spelat in år 1994 blev omgjorda i denna nya stil, t.ex. "Maybe Your Love", vilken blev "Gioco perverso". Resultatet blev albumet Maschio dove sei, vilket släpptes av det italienska bolaget NAR. Det blev senare licensierat till Barsa Promociones i Spanien, där det släpptes med ett något annorlunda utséende och en annan print på dess CD.
År 1997 blev albumet åter släppt i Italien med ett nytt omslag, samt en ny titel, Numeri, och en ny låt med samma namn.

## Låtlista

### Original
1. Maschio dove sei – 4:53
2. Palpito d'amore – 3:56
3. Fatta e rifatta – 4:13
4. Cuore – 4:04
5. Non va – 2:52
6. La porta è sempre là – 3:49
7. Alice rivivrà – 3:27
8. Messico – 3:47
9. Tango italiano – 3:29
10. Gioco perverso – 4:56

### Numeri
1. Numeri – 4:08
2. Maschio dove sei – 4:53
3. Palpito d'amore – 3:56
4. Fatta e rifatta – 4:13
5. Cuore – 4:04
6. Non va – 2:52
7. La porta è sempre là – 3:49
8. Alice rivivrà – 3:27
9. Messico – 3:47
10. Tango italiano – 3:29
11. Gioco perverso – 4:56